# Benzoil

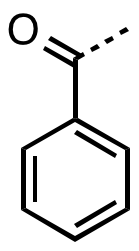
Radical benzoil

În chimia organică, benzoil este o grupă funcțională de tip acil cu structura C6H5CO–. Trebuie făcută distincția între benzoil și benzil, care are formula C6H5CH2. Are adesea simbolul Bz.